# 水谷絵津子
水谷絵津子（みずたに えつこ、本名：関谷 靖子、1967年4月18日 - ）は、日本の元アイドル。

## 来歴・人物
血液型：A。公表されていたサイズは身長162cm、B80cm、W56cm、H81cm（1982年当時）。
大分県大分市出身。大分市立大東中学出身。在学中は軟式テニス部。他には陸上競技も特技だった。
スター誕生!第39回グランドチャンピオン。
1982年5月21日にシングル「キラリ・涙」でデビュー。
当時の所属事務所はプロダクションオーロラ、レコード会社は日本コロムビア。

## ディスコグラフィー

### シングル
1. キラリ・涙（1982年5月21日発売）※オリコン最高90位
　作詞：伊藤アキラ／作曲：三木たかし／編曲：矢野立美
C／W 好きからKissの夏
　作詞：伊達歩／作曲：和泉常寛／編曲：矢野立美
2. 芽ばえ（1982年9月21日発売）＜麻丘めぐみのカバー＞
　作詞：千家和也／作曲：筒美京平／編曲：若草恵
C／W パープルな出来事
　作詞：伊達歩／作曲：和泉常寛／編曲：矢野立美
3. ハートじかけのプレゼント（1983年1月1日発売）
　作詞：尾関昌也／作曲：尾関裕司／編曲：矢野立美
C／W 振り向いて気付いてネ
　作詞：伊達歩／作曲：和泉常寛／編曲：矢野立美

### アルバム
- 初恋　2010年9月21日初CＤ化発売 【オリジナル】1982/07/21発売・AF-7132
  1. チュウイン・ラヴ
作詞：伊達歩／作曲：和泉常寛／編曲：和泉常寛
  2. ロマンスですか？
作詞：伊達歩／作曲：森本タロー／編曲：矢野立美
  3. 年頃
作詞：荒木とよひさ／作曲：小林亜星／編曲：矢野立美
  4. 好きからKISSの夏
作詞：伊達歩／作曲：和泉常寛／編曲：矢野立美
  5. こんがらかって恋
作詞：伊藤アキラ／作曲：三木たかし／編曲：矢野立美
  6. キラリ・涙
作詞：伊藤アキラ／作曲：三木たかし／編曲：矢野立美
  7. 一番星見つけたら
作詞：荒木とよひさ／作曲：小林亜星／編曲：矢野立美
  8. めざめ
作詞：阿久悠／作曲：三木たかし／編曲：矢野立美
  9. 夏の首飾り
作詞：伊藤アキラ／作曲：三木たかし／編曲：矢野立美
  10. ムーン・ライトにキスされて
作詞：伊達歩／作曲：和泉常寛／編曲：和泉常寛

### その他のアルバム
- 「スター誕生!」アイドル・メモリアル 幻のデビュー曲コレクション Vol.2
- コロムビア・アイドル・アーカイブ～女の子編～Vol.1
- おしえてアイドル コロムビアリクエスト
- 筒美京平ウルトラ・ベスト・トラックス～コロムビア編～(2)